# Ferstikluháls
Ferstikluháls är en bergstopp i republiken Island. Den ligger i regionen Västlandet, 40 km norr om huvudstaden Reykjavík. 
Trakten runt Ferstikluháls är nära nog obefolkad, med mindre än två invånare per kvadratkilometer. Närmaste större samhälle är Hvanneyri, omkring 18 kilometer nordväst om Ferstikluháls.